# Monica Stoian
Monica Stoian (Sibiu, 25 de agosto de 1982) es una deportista rumana que compitió en atletismo. Ganó una medalla de bronce en el Campeonato Mundial de Atletismo de 2009, en la prueba de lanzamiento de jabalina.

## Palmarés internacional
| Campeonato Mundial | Campeonato Mundial | Campeonato Mundial | Campeonato Mundial |
| Año                | Lugar              | Medalla            | Prueba             |
| ------------------ | ------------------ | ------------------ | ------------------ |
| 2009               | Berlín (Alemania)  | Medalla de bronce  | Jabalina           |